# Canalização (software)
Em engenharia de software, uma canalização (em inglês:  pipeline) consiste de uma cadeia elementos de processamento (processos, threads, corotinas, funções etc.), organizados de forma que a saída de cada elemento seja a entrada do próximo. O nome é uma analogia a qualquer canalização física.
Normalmente, uma certa quantidade de armazenamento temporário é fornecida entre elementos consecutivos. A informação que flui nessas canalizações geralmente são um fluxo de registros, bytes ou bits, e os elementos de uma canalização podem ser chamados de filtros. Isso também é chamado de padrão de projeto de canalizações e filtros. Conectar elementos em uma canalização é algo análogo à composição de função.

## Linha de comando
Diversas plataformas usam do conceito de pipeline na interface de linha de comandos. Desta forma, os resultados de um comando serão imediatamente entregues ao comando seguinte.
Na linha de comando do Linux, a barra vertical é o pipe.
cat /etc/passwd | more
No exemplo, o programa cat lista o conteúdo do arquivo /etc/passwd que é então direcionado pelo pipe para o comando more.
Em DOS só funções de INT 21H podem ser usadas nos programas antes e atrás de |, de INT 10H (antes) e de INT 16H (atrás) não.
No PowerShell do Windows, a barra vertical pode ser usada para fazer uma pipeline de comandos.